# 黄軒
黄軒（ホアン・シュエン、ホアン・シュアン、Huang Xuan、1985年3月3日 - ）は、中華人民共和国の俳優。

## 経歴
1985年3月3日生まれ。甘粛省蘭州市出身。マイケル・ジャクソンにあこがれダンスの道を目指し、広州舞踏学校で学んだ後、北京舞踏学院の演劇部を卒業。
2006年のチャン・イーモウ監督の『王妃の紋章』に抜擢されたが、脚本の年齢設定変更で降板し、2007年の映画『地下的天空』でデビューした。
その後、フルーツ・チャンが監督の１人を務めた『愛してる、成都』（2009年）、アン・ホイ監督の『黄金時代』（2014年）、ロウ・イエ監督の『ブラインド・マッサージ』（2014年）、チャン・イーモウ監督の『グレートウォール』（2016年）、フォン・シャオガン監督の『芳華-Youth-』（2017年）、チェン・カイコー監督の『空海-KU-KAI- 美しき王妃の謎』（2018年）などに出演している。

## 出演作品

### 映画
- 地下的天空（2007年）
- スプリング・フィーバー 春風沉醉的夜晚（2008年）
- 海下尖刀（2008年）
- 愛してる、成都 成都 我爱你（2009年）
- 无人驾驶（2009年）
- 激浪青春（2010年）
- 赤い星の生まれ 建党伟业（2011年）
- 饮食男女2：好近又好远（2012年）
- 青魇（2012年）
- 黄金時代 黄金时代（2014年）
- ブラインド・マッサージ 推拿（2014年）
- 蓝色骨头（2014年）
- 恋する都市 5つの物語 恋爱中的城市（2015年）
- グレートウォール 长城/The Great Wall（2016年）
- ミッション:アンダーカバー 非凡任务（2017年）
- 芳華-Youth- 芳华（2017年）
- 空海-KU-KAI- 美しき王妃の謎 妖猫传（2018年） - 白楽天 役
- 玩世英雄（2018年）
- 只有芸知道（2019年）
- 1921 1921（2021年）2021東京・中国映画週間で上映
- 1950 鋼の第7中隊 長津湖（2021年）
- 父に捧ぐ物語 我和我的父辈（2021年）

### テレビドラマ
- 真情人生（2007年）
- 晒幸福（2008年）
- 紅楼夢 〜愛の宴〜 红楼梦（2008年）
- 黎明前的暗战（2011年）
- 你是我的幸福（2011年）
- 铁血男儿夏明翰（2012年）
- 棋逢对手（2013年）
- 女人帮（2013年）
- 紅いコーリャン 〜紅高梁 红高粱（2014年）
- ミーユエ 王朝を照らす月 芈月传（2015年） - 黄歇 役
- 女医明妃伝〜雪の日の誓い〜 女医·明妃传（2016年） - 朱祁鈺 役
- 私のキライな翻訳官 亲爱的翻译官（2016年）
- 猎人（2016年）
- 海上牧雲記 〜3つの予言と王朝の謎 九州·海上牧云记（2017年）
- 创业时代（2018年）
- 玩世英雄（2018年）
- 完美关系（2020年）
- 瞄准（2020年）
- 山海情 〜明日に咲く希望の種〜 山海情（2021年）
- 風起洛陽〜神都に翔ける蒼き炎〜 風起洛陽（2021年）